# Staubsack
Der Staubsack dient in Hochofenanlagen zur trockenen Grobreinigung des Gichtgases und wird über eine Zuführungsleitung direkt mit dem aus dem Ofenkopf austretenden Gas beaufschlagt.

## Bauformen und Wirkprinzip

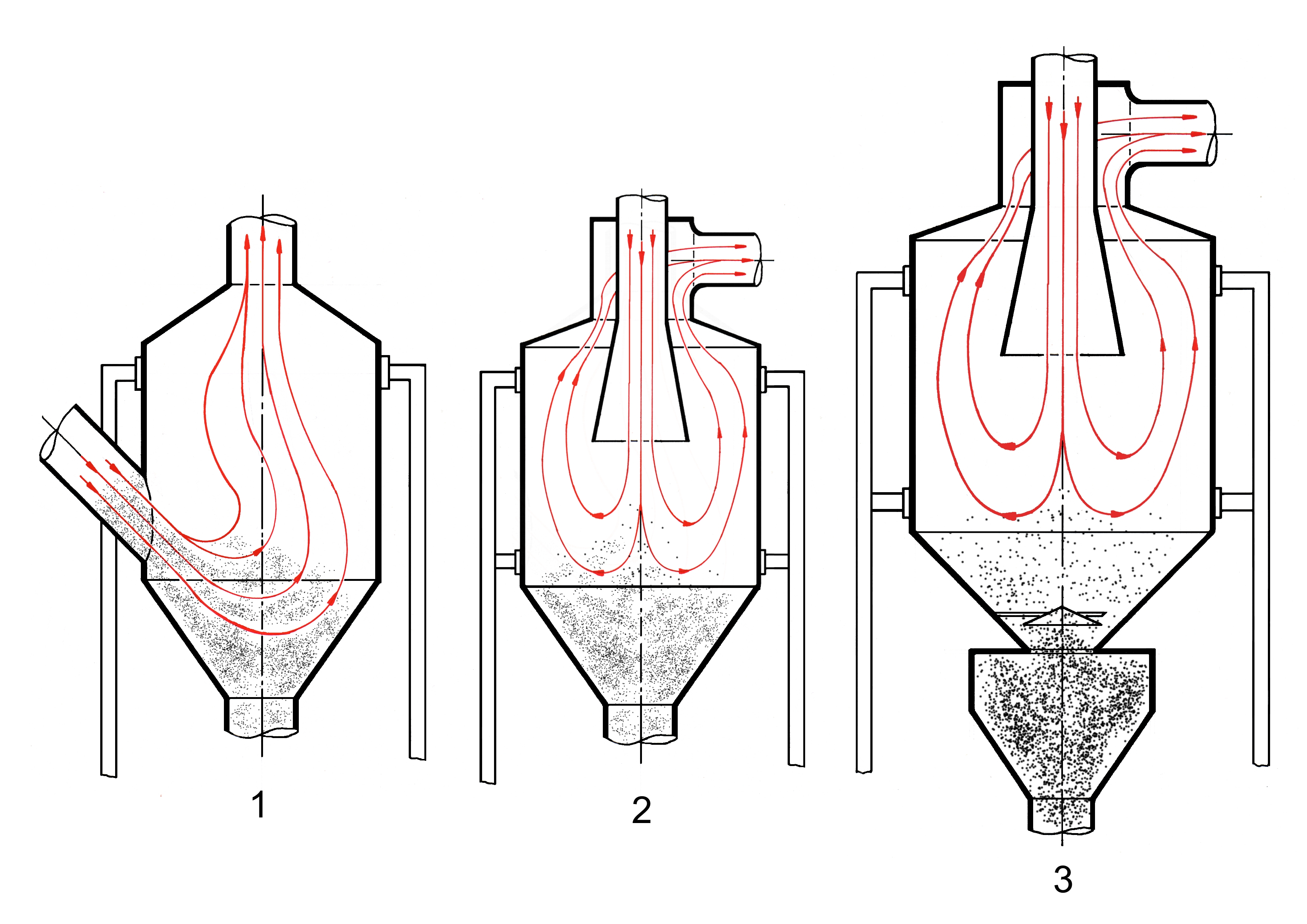
Bauarten eines Staubsacks mit Staubstromänderung:
1) einfachste Bauart, 2) mit kegelförmiger Zuleitung, 3) mit zusätzlichem Staubbehälter und Apexkegel

Die grundlegende Bauform eines Staubsacks entspricht im Prinzip dem eines großen Stahlzylinders von etwa 12 m Durchmesser, den unten ein trichterförmiger Staubfang mit Abzugsvorrichtung abschließt.
Im einfachsten Fall tritt das Gas durch ein schräg nach unten zeigendes Zuleitungsrohr, das an der Seitenwand des Zylinders angebracht ist, in den Staubsack ein und über ein an der Decke angebrachtes Ableitungsrohr wieder aus. Zwei physikalische Prinzipien trennen während des Durchgangs den Staub vom Gas:
1. Die Richtungsänderung zwischen Ein- und Austrittsrohr führt aufgrund der Massenträgheit der Staubteilchen dazu, dass diese gradlinig in Richtung des nach unten zeigenden Eintrittsrohres weiterfliegen.
2. Durch die starke Verringerung der Strömungsgeschwindigkeit aufgrund der Querschnittvergrößerung von der Leitung zum Staubsack verliert das Gas an Kraft, den Staub weiter mitzureißen. Er löst sich aus der Strömung, rieselt nach unten in den Auffangtrichter.

Ein Staubsack dieser einfachen Bauart kann etwa 65 % des Staubes abscheiden.
Die Abscheideleistung kann verstärkt werden, indem das Zuleitungsrohr ebenfalls an der Decke angebracht wird und sich kegelförmig aufweitend ein Stück weit in den Staubsack hineinragt. Die erzwungene Richtungsänderung auf 180° erhöht den Grad der Entstaubung auf etwa 80–90 %.
Ein zusätzlicher Staubbehälter am unteren Ende des Trichters, der eine Aufwirbelung des Staubes vermindert, bringt eine nochmalige Verbesserung des Wirkungsgrades um etwa 5 %.
Sollte die Staubmessung am Austrittsrohr des Staubsacks noch einen Staubgehalt von mehr als 10 g/Nm³ feststellen, wird das Gichtgas zur weiteren Entstaubung in den „Wirbler“, „Zyklon“ bzw. Fliehkraftabscheider geleitet. Der in den Staubbehälter abgeschiedene Staub wird durch eine Schleuse abgezogen, durch Anfeuchten transportierbar gemacht und nach Sinterung erneut dem Hochofenprozess zugeführt.